# Unione Sportiva Pro Vercelli 1958-1959
Questa voce raccoglie le informazioni riguardanti l'Unione Sportiva Pro Vercelli nelle competizioni ufficiali della stagione 1958-1959.

## Rosa
| N. |                   | Ruolo | Calciatore         |
| -- | ----------------- | ----- | ------------------ |
|    | Italia (bandiera) | C     | Italo Bolzoni      |
|    | Italia (bandiera) | D     | Bruno Bosio        |
|    | Italia (bandiera) | A     | Pierluigi Bosisio  |
|    | Italia (bandiera) | C     | Giacomo Canova     |
|    | Italia (bandiera) |       | Carella            |
|    | Italia (bandiera) | C     | Piero Ciocchetti   |
|    | Italia (bandiera) | P     | Angelo Colombo     |
|    | Italia (bandiera) | D     | Francesco Dappiano |
|    | Italia (bandiera) | A     | Giuseppe Dappiano  |
|    | Italia (bandiera) | D     | Vittorio Facelli   |
|    | Italia (bandiera) | D     | Franco Fontana     |
|    | Italia (bandiera) | A     | Alfredo Genovesio  |

| N. |                   | Ruolo | Calciatore               |
| -- | ----------------- | ----- | ------------------------ |
|    | Italia (bandiera) | C     | Carlo Guala              |
|    | Italia (bandiera) | C     | Graziano Landoni         |
|    | Italia (bandiera) | A     | Mario Maraschi           |
|    | Italia (bandiera) | C     | Pier Paolo Moscatelli    |
|    | Italia (bandiera) | A     | Antonio Parodi           |
|    | Italia (bandiera) | A     | Gastone Perin            |
|    | Italia (bandiera) | D     | Giovan Battista Pirovano |
|    | Italia (bandiera) | C     | Franco Russi             |
|    | Italia (bandiera) | A     | Franco Tarchetti         |
|    | Italia (bandiera) | C     | Rino Tonegutti           |
|    | Italia (bandiera) | D     | Luciano Vellano          |